# Тауфік Махлуфі
Тауфік Махлуфі (англ. Taoufik Makhloufi, араб. وفيق مخلوفي, нар. 29 квітня 1988) — алжирський легкоатлет, який спеціалузіється в бігу на середні дистанції, чемпіон та призер Олімпійських ігор, переможець та призер світових і континентальних першостей.
На світовій першості-2019 в Досі виборов «срібло» на 1500-метровій дистанції.

## Виступи на Олімпіадах
| Олімпіада   | Дисципліна  | Місце    |
| ----------- | ----------- | -------- |
| 2012 Лондон | 800 метрів  | 5заб DNF |
| 2012 Лондон | 1500 метрів | 1        |
| 2016 Ріо    | 800 метрів  | 2        |
| 2016 Ріо    | 1500 метрів | 2        |